# Encolpion

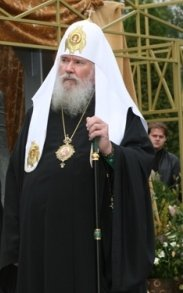
Photographie du patriarche Alexis II de Moscou portant un encolpion.

Un encolpion (en grec ancien : ἐγκόλπιον, enkólpion : « sur la poitrine ») est une croix pectorale, mais c'est aussi le terme utilisé pour le médaillon, comportant une icône en son milieu, que portent les évêques orthodoxes ou uniates (grecs-catholiques et autres) sur la poitrine, attaché par une chaîne autour du cou.

## Encolpion médiéval

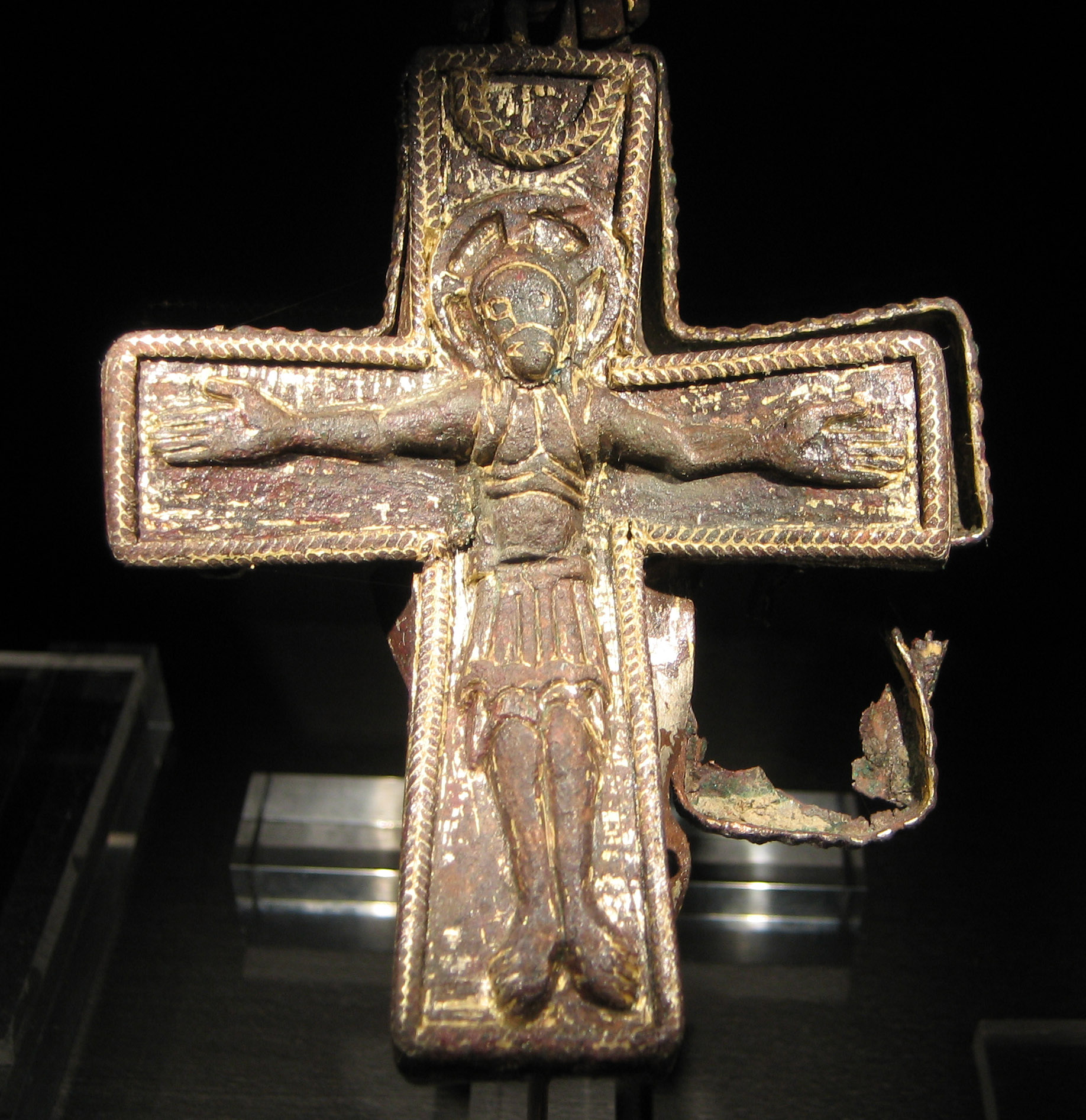
Encolpion viking du musée de Lund (Suède).

Un encolpion est généralement une croix pectorale qui s'ouvre pour servir de reliquaire, mais il peut être aussi simplement de forme ovale, ou rectangulaire. L'encolpion est connu dès les premiers temps de l'ère chrétienne. Il est en or, métal précieux, ou simplement en métal doré et même en verre, etc.
Le trésor de Monza comporte la theca persica qui contient un extrait de l'Évangile selon Jean, cadeau offert par saint Grégoire le Grand à la reine Théodelinde, pour son fils Adaloald (602-626), et aussi un encolpion en forme de croix contenant des reliques de la Vraie Croix.
Un autre reliquaire remarquable en forme de croix a été découvert en 1863 dans les fouilles de la basilique Saint-Laurent-hors-les-Murs dans une tombe. Il porte d'un côté l'inscription: « EMMANOTHA NOBISCUM DEUS » (Emmanuel, Dieu avec nous) et de l'autre l'inscription: « CRUX EST VITA MIHI, MORS INIMICE TIBE » (pour moi la Croix c'est la Vie, pour toi, ennemi, c'est la mort).

## Encolpion oriental

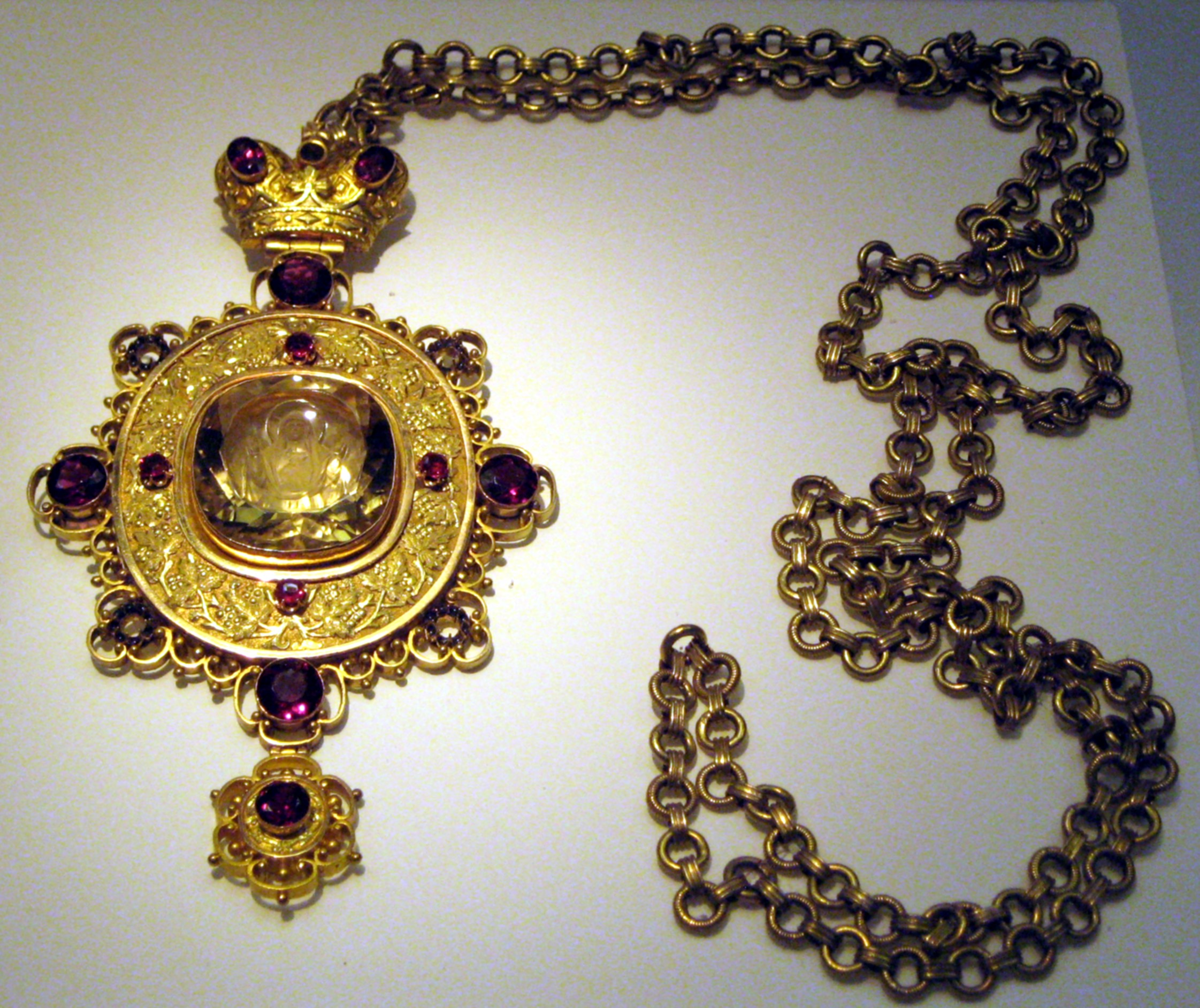
Panaghia représentant Notre-Dame du Signe, datant de 1899, provenant de la maison Nemirov-Kolodkine (Moscou) or et argent, topazes, grenats, rubis, émaux, donnée à Tikhon de Moscou.

L'icône de l'encolpion des évêques est généralement entourée de pierres précieuses et surmontée d'une mitre épiscopale orientale. Il peut y avoir aussi un autre bijou en pendentif sous l'icône. L'encolpion peut être de forme ovale, ronde, carrée, ou en forme d'aigle bicéphale.
Tous les évêques orientaux portent un encolpion particulier dénommé « panaghia » qui représente la Théotokos (Mère de Dieu). Les primats (exarques) et certains évêques ont aussi le droit de porter un second encolpion représentant le Christ. Parfois un archimandrite peut porter un encolpion qui représente plutôt la Croix.
Lorsque l'évêque revêt ses vêtements liturgiques, il porte en plus une croix pectorale.
Quelques encolpions sont creux et servent alors de reliquaires. Cette tradition remonte au temps où les moines ou les prêtres qui voyageaient transportaient des reliques.

## Source

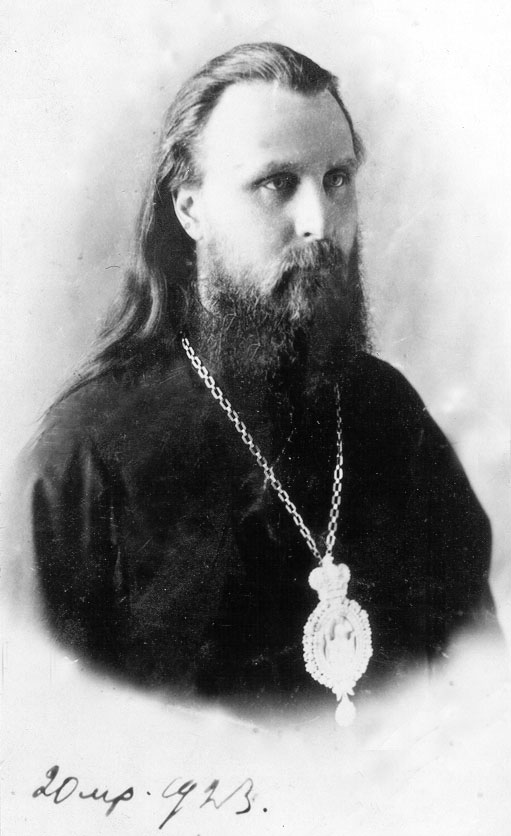
Photographie de l'archevêque Hilarion (1886-1929) saint martyr de l'Église orthodoxe russe, portant la panaghia.

- (en) Cet article est partiellement ou en totalité issu de l’article de Wikipédia en anglais intitulé « engolpion » (voir la liste des auteurs).